# Nuno Resende
Nuno Guilherme de Figueiredo Resende, mais conhecido pelo nome artístico Nuno Resende (Porto, 25 de junho de 1973), é um cantor e instrumentista português.

## Biografia

### Primeiros passos
Nuno Resende é filho único; frequentou a escola francesa do Porto a partir dos 5 anos; aos doze anos, a família instalou-se na Bélgica, onde ele continuou os estudos na Escola Europeia de Bruxelas. Participou em torneios desportivos, como, por exemplo, o torneio de ténis de l'Espérance. Entre 1993 et 1996, frequentou a École d’Éducation Physique tendo completado o curso de professor de educação física. Seguidamente, lançou-se na carreira musical.
Formou vários grupos musicais de hard rock. Nessa época, em 1997, participou no concurso televisivo de jovens talentos Pour La Gloire na RTBF (televisão pública francófona belga). Em 1998, o músico Alec Mansion criou um grupo de que Nuno fez parte: La Teuf. Em 2000, o grupo participa na seleção belga para o Festival Eurovisão da Canção 2000 com o título Soldat de l'amour, tendo sido eliminado na final, e separou-se no mesmo ano.
Em 1999, o cantor faz parte do elenco da comédia musical La Belle et la Bête, na qual desempenha o papel de Gontrand. No mesmo ano, integra o grupo Apy, o qual grava uma versão de Banana Split de Lio que é duplo disco de ouro e de platina. 

### Das comédias musicais à Eurovisão (2000-2008)

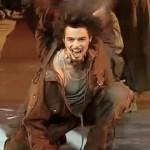
Nuno Resende em Les Demoiselles de Rochefort (2003)

De 2000 a fins de 2002, Nuno Resende é duplo em Roméo et Juliette, de la haine à l'amour de Gérard Presgurvic. A trupe alcança um NRJ Music Award da Canção Francófona do ano em 2001.
Nuno Resende é um dos artistas do single de 2002 Un seul mot d'amour junto com Clémence Saint-Preux, Pino Santoro e Philippe d'Avilla. O disco alcança o 48.º lugar do hit parade francês e o 20.º lugar do belga. No mesmo ano, o trio composto por Pino Santoro, Philippe d'Avilla e Nuno Resende canta J'suis p'tit que alcança o 34.º lugar do hit parade belga.
Em 2003, participa na comédia musical Les Demoiselles de Rochefort. Deste espetáculo, é publicado em single o título Ma Seule chanson d'amour por Frédérica Sorel e Florent Neuray. A face B é Une Proposition honnête interpretado por Nuno Resende, Frédérica Sorel e Mélanie Cohl. 
Alec Mansion e Frédéric Zeitoun compõem a canção Le Grand Soir, que Nuno defendeu no Festival Eurovisão da Canção 2005 em representação da Bélgica. O título, que não chega à final, visto ter sido eliminado na meia-final, foi publicado em single e ficou classificado em 23.º lugar na Bélgica.
Em 2007, participa no espetáculo musical Aladin, no qual tem o papel principal, contracenando com Florence Coste; esta comédia musical apresenta-se no Palais des congrès de Paris, e nas salas Zéniths de França. Interpreta em duo o primeiro single On se reconnaîtra.
De setembro de 2008 a janeiro de 2009, desempenha o papel de Roger, na comédia musical Grease no teatro Comédia de Paris e interpreta também o papel masculino principal Danny. A produção foi nomeada para os Globes de Cristal em 2009.

### Mozart l'opéra rockeAdam et Ève, la seconde chance(2009-2012)
De 2009 a 2011, faz parte da trupe de Mozart, l'opéra rock como duplo Mikelangelo Loconte. Interpreta também os paéis de Gottlieb Stéphanie e Joseph Lange. O espetáculo alcança duas NRJ Music Awards: a canção francófona do ano e o grupo/duo/trupe francês do ano de 2010.
Em 2012, desempenha o papel de Snake em Adam et Ève: La Seconde Chance, comédia musical de Pascal Obispo. Apesar do êxito obtido no Palais des sports de Paris durante 2 meses, a tournée que deveria começar em setembro de 2012 é anulada, por falta de meios. 
Em outubro de 2012, junta-se à trupe do espetáculo musical Erzsebeth de Stéphane e Brigitte Decoster, inspirado na vida d' Isabel Bathory. Nuno encarna o papel de Thurzo.

### DeThe VoiceaLatin lovers(2013-2014)

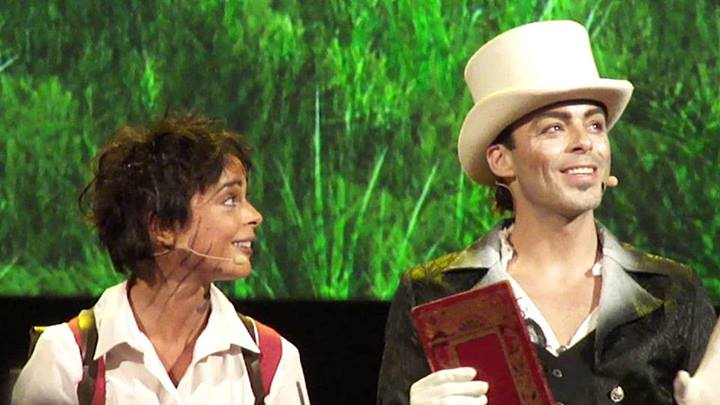
Vanessa Cailhol e Nuno Resende em Pinocchio, le spectacle musical (2013)

Participa na segunda temporada da emissão The Voice, la plus belle voix. Integra  a equipa de Florent Pagny, tendo atingido a final. Termina em terceiro, a seguir a Olympe e Yoann Fréget. Faz parte dos oito candidatos qualificados para o The Voice Tour que se apresenta nas salas Zénith de France, no Palais Omnisports de Paris-Bercy e no Líbano.
Durante o verão, é convidado para diversos festivais, nomeadamente para o Festival off d'Avinhão, onde interpreta vários standards da canção francesa e internacional.
De outubro a janeiro de 2014, encarnq Maître Grigri, alias Grilo Falante, em Pinocchio, le spectacle musical de Marie-Jo Zarb e Moria Némo integrado num elenco em que participam, nomeadamente, Vanessa Cailhol, Pablo Villafranca e Sophie Delmas no théâtre de Paris.
Em 2014, participa no grupo Latin Lovers, juntamente com Damien Sargue e Julio Iglesias Jr. Retomam a canção Vous les femmes, de Julio Iglesias. Em junho desse ano é publicado um álbum do grupo.
Em outubro desempenhará o papel de Idole em Salut les copains.

### Participações caritativas
Nuno Resende participa regularmente em concertos caritativos. Em 2012, cantou no Foot concert, criado por Michaël Jones e Joël Bats em proveito da Associação Huntington Avenir.
Em 2013, sobe igualmente à cena junto com Yannick Noah durante um concerto para a associação Les Enfants de la Terre. Participa no evento Freddie for a day organizado pelo Mercury Phoenix Trust que recolhe fundos para as associações de luta contra a Sida.
Integra o  colectivo de artistas Les grandes voix des comédies musicales chantent pour les enfants hospitalisés junto com Renaud Hantson, Mikelangelo Loconte e Lââm, participando no single Un faux départ.

## Comédias musicais
- 1999 : La Belle et la Bête de Sylvain Meyniac - Bélgica, França
- 2000-2002 : Roméo et Juliette, de la haine à l'amour de Gérard Presgurvic, enc. Redha - Palais des Congrès de Paris, tournée
- 2003 : Les Demoiselles de Rochefort de Michel Legrand e Alain Boublil, enc. Redha - Lille Grand Palais, Palais des Congrès de Paris
- 2007-2009 : Aladin de Jeanne Deschaux e Jean-Philippe Daguerre - Palais des Congrès de Paris, tournée
- 2008-2009 : Grease de Jim Jacobs, Warren Casey e Stéphane Laporte - Théâtre Comédia de Paris, Palais des Congrès de Paris
- 2009 : Roméo et Juliette, de la haine à l'amour de Gérard Presgurvic, enc. Redha - Tournée na Coreia do Sul
- 2009-2011 : Mozart, l'opéra rock de Dove Attia e Albert Cohen, enc. Olivier Dahan - Palais des Sports de Paris, tournée, Palais Omnisports de Paris-Bercy
- 2012 : Adam et Ève: La Seconde Chance de Pascal Obispo e Jean-Marie Duprez, enc. Mark Fisher e Pascal Obispo - Palais des Sports de Paris
- 2012 : Erzsebeth, le spectacle musical de Stéphane e Brigitte Decoster - Bélgica
- 2013-2014 : Pinocchio, le spectacle musical de Marie-Jo Zarb e Moria Némo, enc. Marie-Jo Zarb - Théâtre de Paris, tournée
- 2014 : Salut les copains de Pascal Forneri, enc. Stéphane Jarny - Folies Bergère, tournée

## Discografia

### Álbuns
- 1999 : La Belle et la Bête
- 1999 : La Teuf
- 2003 : Les Demoiselles de Rochefort
- 2007 : Aladin
- 2011 : Adam et Ève: La Seconde Chance
- 2013 : Erzsebeth, le spectacle musical
- 2013 : Pinocchio, le spectacle musical
- 2014 : Latin lovers

### Singles
- Com o grupo La Teuf : 
  - 1999 : Envie de faire la teuf
  - 1999 : À cause du sexe
  - 1999 : Te quiero, ti amo, I love you, je t'aime
  - 2000 : Soldat de l'amour
- Com o grupo Apy : 
  - 1999 : Banana Split de Lio
  - 1999 : Serre-moi, griffe-moi de Claude François
  - 2000 : Fana de toi
  - 2000 : Allez allez allez
- 2001 : The only one for me com o grupo Club Code
- 2002 : Un seul mot d'amour com Clémence Saint-Preux, Philippe d'Avilla e Pino Santoro
- 2002 : J'suis petit com Philippe d'Avilla e Pino Santoro
- 2005 : Le grand soir representante da Bélgica no Concurso Eurovisão da Canção
- 2007 : On se reconnaîtra com Florence Coste
- 2008 : Khong Phai Em com Đàm Vĩnh Hưng
- 2010 : Les Vainqueurs de la Ligue de Sinnoh, Pokémon
- Extractos d Adam et Ève : La Seconde Chance : 
  - 2011 : Ma bataille com Thierry Amiel
  - 2012 : Aimez-vous com Cylia
- Com The Voice :
  - 2013 : Music de John Miles
  - 2013 : En apesanteur de Calogero
  - 2013 : Il suffira d'un signe de Jean-Jacques Goldman
  - 2013 : The Great Pretender de The Platters
- 2013 : Un faux départ com o colectivo Les grandes voix des comédies musicales
- Com o grupo Latin Lovers :
  - 2014 : Vous les femmes de Julio Iglesias
  - 2014 : La Camisa Negra de Juanes

### Participações
- 2014 : Hotel California com Chico and the Gypsies, álbun Chico & The Gypsies & International Friends

## DVD
- 2004 : Les Demoiselles de Rochefort
- 2010 : Mozart, l'opéra rock
- 2012 : Adam et Ève : La Seconde Chance
- 2013 : Interlude musical
- 2014 : Live à l'Acte 3